# Infidel: My Life
Infidel: My Life (2006/publicado em inglês em 2007) é a autobiografia de Ayaan Hirsi Ali, uma ativista, escritora e política somali-holandesa.

## Sinopse
Hirsi Ali escreve sobre sua juventude na Somália, Arábia Saudita, Etiópia e Quênia; sobre seu voo para os Países Baixos, onde pediu asilo político, sua experiência universitária em Leiden, seu trabalho para o Partido Trabalhista, a sua transferência para o Partido Popular para a Liberdade e Democracia, sua eleição para o Parlamento e o assassinato de Theo van Gogh, com quem ela fez o filme Submission. O livro termina com uma discussão sobre a controvérsia a respeito de seu pedido de asilo e o estatuto da sua cidadania.

## Recepção
O lançamento do livro nos Países Baixos foi considerado um sucesso, com a tiragem inicial vendida em dois dias. Uma revisão no Volkskrant concluiu que "qualquer um que descobre a tumultuada história de Hirsi Ali só pode simpatizar com ela." A edição alemã do livro, Mein Leben, meine Freiheit ( "Minha Vida, Minha Liberdade"), estreou no top 20 da lista dos mais vendidos da revista Der Spiegel.
O livro também foi bem recebido no lançamento da edição em inglês em 2007. Ao analisar a obra para o The Sunday Times, Christopher Hitchens chamou-lhe um "livro notável." Hitchens forneceu um prefácio para a edição de 2008.
A autora vencedora do Prêmio Pulitzer Anne Applebaum, ao escrever no The Washington Post, disse: "Infidel é um livro único, Ayaan Hirsi Ali é uma escritora original e ambos merecem ir longe." Uma revisão no The New York Times descreveu o livro como um "livro de memórias corajoso, inspirador e muito bem escrito". Em uma entrevista, Fareed Zakaria, o editor da Newsweek o descreveu como "um livro surpreendente escrito por uma pessoa incrível".